# Silene tommasinii
Silene tommasinii är en nejlikväxtart som beskrevs av Roberto de Visiani. Silene tommasinii ingår i släktet glimmar, och familjen nejlikväxter. Inga underarter finns listade i Catalogue of Life.